# Mandoul Oriental
Le Mandoul Oriental est un des 3 départements composant la région du Mandoul au Tchad. Son chef-lieu est Koumra.

## Subdivisions
Le département du Mandoul Oriental est divisé en 6 sous-préfectures :
- Koumra
- Bessada
- Bédaya
- Goundi
- Ngangara
- Mouroum Goulaye

## Administration
Préfets du Mandoul Oriental (depuis 2002)
- 9 octobre 2008 : Abakar Acheick Hassane[1]